# Нзонзи, Паскаль
Паскаль Нзонзи (имя иногда транскрибируется как Паскаль Н’Зонзи) — конголезский актер и театральный режиссёр.

## Биография

### Детство
Паскаль Нзонзи родился в Лунтуделе, в 30 км от Киншасы (нынешняя Демократическая Республика Конго) .

### Образование и карьера
Паскаль Нзонзи начал заниматься театром в возрасте восемнадцати лет в Браззавиле по совету актёра, который видел, как Паскаль участвовал в публичном чтении текстов. Приглашенный в Конголезский национальный театр, Нзонзи сразу же был покорён и решил стать актёром. После Национального Конголезского театра, он усовершенствовал своё актёрское мастерство в Центре обучения и исследований драматического искусства в Браззавиле, затем продолжил обучение во Франции, в Доме культуры в Гавре, а затем в Высшей национальной консерватории драматического искусства в Париже, где его учителем был Пьер Дебош
Паскаль Нзонзи изначально занят в основном в театре, где сделал карьеру в течение более сорока лет. Поклонник таких великих авторов, как Рембо, произведения которого декламировал ещё самоучкой, он также относит к «своим» авторам Эме Сезера, чьи тексты интерпретировал на сцене в 1990-х годах. Нзонзи также снимается во второстепенных ролях на большом и малом экранах, а также занимается дубляжом. В 2001 году он исполнил роль отца героини в телефильме Fatou la Malienne. Его карьера на большом экране ускорилась в 2012 году с его участия в фильме Полетта. Во все тяжкие. В 2014 году его персонаж — чёрный расист-отец семейства из фильма Безумная свадьба  — сделал его известным широкой аудитории . Сам Нзонзи заявляет об антирасистком послании в этой своей работе:

Это фильм, который сейчас актуален для нашей страны, потому что к нам вторгаются тошнотворные речи. Я, любящий Францию за её великих авторов, с сожалением отмечаю, что сегодня всё происходит так, как будто их никогда не было.
Оригинальный текст (фр.)C’est un film qui tombe à pic en ce moment dans notre pays, car on est envahi par les discours nauséabonds. Moi, qui aime la France par ses grands auteurs, je suis navré de constater qu’actuellement, tout se passe comme s’ils n’avaient jamais existé.
— Паскаль Нзонзи
В 2016 году вышел фильм Пришельцы 3: Взятие Бастилии, вокруг которого снова возникла полемика на почве расизма: на афише Паскаль Нзонзи был изображён с восемью другими актёрами, но оказался среди них единственным темнокожим и единственным, чьё имя не было упомянуто. Официальный комментарий компании Gaumont заключался в том, что Нзонзи был единственным из девяти главных комиков, кто не внёс в контракт условие, чтобы его имя фигурировало в промо-материалах. Чтобы продемонстрировать свою добросовестность в неприятии расизма, компания напомнила, что в том же году спродюсировала фильм Шоколад с Омаром Си. Сам Нзонзи не пожелал давать комментарии об этом деле, но его сын подтвердил, что отсутствие его имени на плакате произошло из-за халатности со стороны его агента.
В 2016 году Паскаль Нзонзи был членом жюри фестиваля Voix d'Étoiles в Порт-Лёкате.

### Личная жизнь
Паскаль Нзонзи женат и имеет четверых детей. Проживает в Виллампуи (регион Эр-э-Луар) с 1991 года и говорит, что чувствует себя «босероном» .

## Избранная фильмография

### Кино

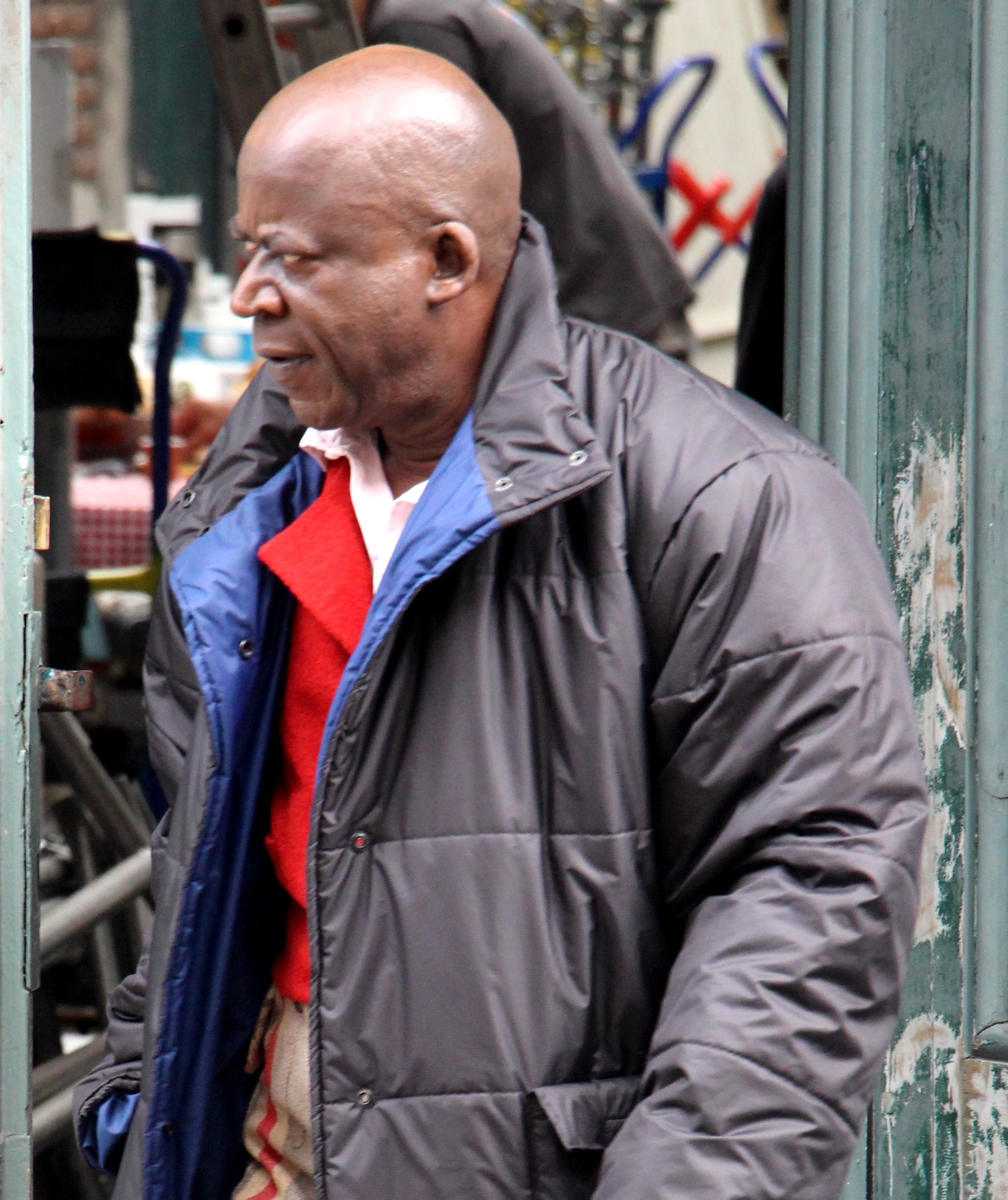
Паскаль Нзонзи на съёмках фильма Пришельцы 3: Взятие Бастилии, июнь 2015

- 1970 г. : Семиглавый лев Глаубера Роша.
- 1981 : Профессионал Жоржа Лотнера. : секретарь Артура Ньяла
- 1983 г. : Банзай! Клода Зиди : начальник полиции
- 1986 г. : Чёрный переполох Тома Жилу
- 1988 г. : Она и он Франсуа Марголин (короткометражный)
- 1989 г. : Ромуальд и Джульетта Колина Серро : Douta
- 1991 г. : Ночь на Земле Джима Джармуша : пассажир № 1
- 1992 г. : Ложь Франсуа Марголина : прохожий
- 1992 г. : Где-то в сторону Конакри. Франсуаз Эбрар. : Дядя Мадиу
- 1995 г. : Три брата Дидье Бурдона и Бернара Кампана: рекрутер № 2
- 2000 г. : Лумумба Рауля Пека : Моиз Чомбе
- 2006 г. : Дети страны Пьера Яво: Байе-Дам
- 2008 г. : Высокие стены Кристиана Фора.: Оуди
- 2010 г. : Чувство плоти Роберто Гарцелли : Джибрил
- 2013 : Полетта. Во все тяжкие Жерома Энрико : отец Батист
- 2014 г. : Ботсванский крокодил Фабриса Эбуэ и Лайонела Стекети. : министр кабинета министров
- 2014 г. : Безумная свадьба Филиппа де Шоврона : Андре Коффи, отец Шарля
- 2016 г. : Пришельцы 3: Взятие Бастилии Жана-Мари Пуаре : Филибер
- 2019 г. : Самая безумная свадьба Филиппа де Шоврона : Андре Коффи, отец Шарля
- 2019 г. : Первый в классе Стефана Бен Лахсена. : Конан Кельта
- 2020 г. : Лапусик Адриен Пике-Готье : Рауль
- 2021 г. : Самая безумная свадьюа 3 Филиппа де Шоврона : Андре Коффи

### Телевидение
- 2001 г. : Фату-ла-Малиен, Даниэль Виня.
- 2003 г. : Фату, надежда Даниэля Виня
- 2004 г. : Другая жизнь Люка Беро
- PJ Сезон 9 Эпизод 8
- 2007 г. : Хищники Лукаса Бельво.
- 2010 г. : Clandestin Арно Бедуэ
- 2017 г. : « Добро пожаловать в Нимбао» Филиппа Лефевра.

## Театр (избранное)
- 1985 г. : Я, нижеподписанный кардиолог Сони Лабу Танси, режиссёр Габриэль Гарран, Национальный театр Шайо.
- 1986 г. : Что случилось с Игноумбой-охотником ? Сильвен Бемба, Авиньонский фестиваль
- 1988 г. : « Бал де Н’Динга» Чикайя У Тамси, режиссёр Габриэль Гарран.
- 1995 г. : La Dispute Мариво, режиссёр Доминик Питуазе, Национальный театр Бретани.
- 1996 г. : Трагедия короля Кристофа Эме Сезера, режиссёр Жак Нишет, в турне
- 1998 г. : Tout bas … si bas Кулси Ламко, режиссёр Поль Голуб, Festival des francophonies en Limousin
- 2001 г. : Les Nègres Жана Жене, режиссёр Ален Оливье, Театр Европа, Театр Аполлинер, Новый театр в Анжере.
- 2002 г. : Elle est là et C’est beau Натали Сарро, режиссёр Мишель Раскин, Театр де ла Виль
- 2010 г. : « Бал де Н’Динга» Чикайи У Тамси, режиссёр Паскаль Нзонзи, Maison de la Poésie.
- 2010 "Бал де Н’Динга " Чикайи У Тамси, режиссёр Паскаль Нзонзи, Авиньонский фестиваль.